# Ивовский сельсовет
Ивовский сельсове́т — сельское поселение в Липецком районе Липецкой области. 
Административный центр — село Ивово.

## История
В соответствии с законами Липецкой области №114-оз от 02.07.2004 и №126-оз от 23.09.2004 Ивовский сельсовет наделён статусом сельского поселения, установлены границы муниципального образования.

## Население
| 2010 | 2012 | 2013 | 2014 | 2015 | 2016 | 2017 |
| ---- | ---- | ---- | ---- | ---- | ---- | ---- |
| 503  | ↘496 | ↘483 | ↘462 | ↘446 | ↘440 | ↘438 |
| 2018 | 2021 |      |      |      |      |      |
| ↘418 | ↗456 |      |      |      |      |      |

## Состав сельского поселения
| № | Населённый пункт        | Тип населённого пункта       | Население |
| - | ----------------------- | ---------------------------- | --------- |
| 1 | Александрово-Жуково     | деревня                      | ↘26       |
| 2 | Ивово                   | село, административный центр | ↗436      |
| 3 | Куйманы                 | деревня                      | ↘19       |
| 4 | Попова Ляда             | деревня                      | ↗23       |
| 5 | Посёлок Розы Люксембург | посёлок                      | →10       |
| 6 | Рогачёвка               | деревня                      | →32       |
| 7 | Слободка                | деревня                      | ↗17       |
| 8 | Спасское Чириково       | деревня                      | →3        |

### Упразднённые населённые пункты
- Марьино — упразднённая в 2001 году деревня[14].